# Katrin Alder

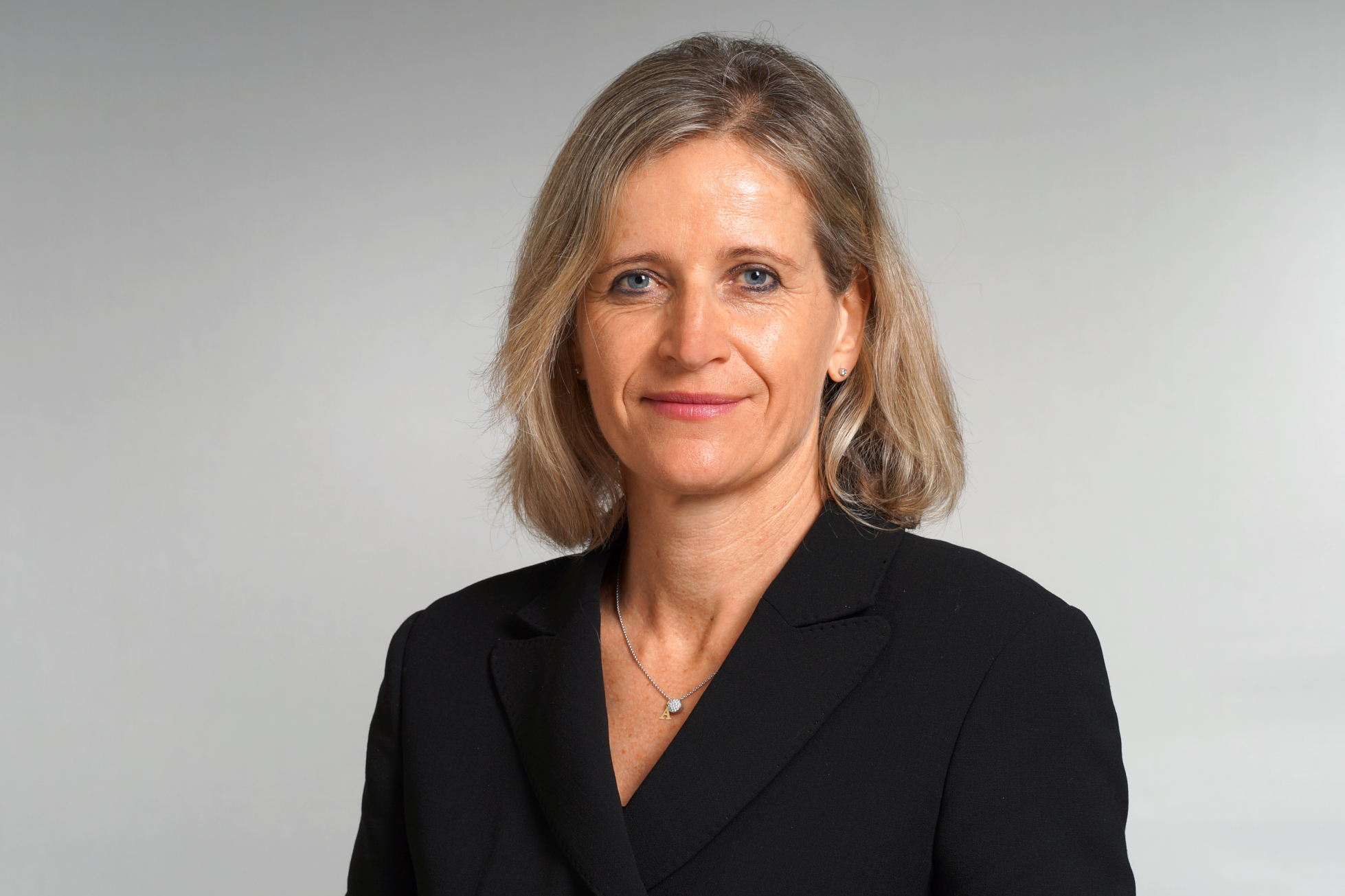
Katrin Alder

Katrin Alder-Preisig (* 30. Mai 1969 in Schwellbrunn, heimatberechtigt in Schwellbrunn und Herisau) ist eine Schweizer Politikerin (FDP).

## Leben
Katrin Alder wuchs auf einem Bauernhof in Schwellbrunn auf. Nach einer Lehre als Medizinische Praxisassistentin arbeitete sie in verschiedenen Arztpraxen. 1993 bis 1997 leitete sie das Chefarztsekretariat der Psychiatrischen Klinik Herisau. Sie erwarb einen Eidgenössischen Fachausweis als Führungsfachfrau und bildete sich als Organisationsentwicklerin, Coach und Supervisorin BSO weiter. Sie absolvierte den Verwaltungsrats-Zertifikatslehrgang und den CAS KMU-Management der Universität St. Gallen. Von 1994 bis 2023 war sie Mitinhaberin und Verwaltungsrätin der Alder Bau AG, des Familienunternehmens ihres Ehemanns Markus Alder. Von 2011 bis 2023 arbeitete sie als selbständige Unternehmensberaterin und Führungscoach.
Katrin Alder ist verheiratet und Mutter von drei Söhnen. Sie wohnt in Herisau.

## Politik
Alder wurde 1999 in den Einwohnerrat (Legislative) der Gemeinde Herisau gewählt, den sie von 2004 bis 2006 präsidierte. 2007 trat sie zurück. 2013 wurde sie in den Kantonsrat (Legislative) gewählt. Dort gehörte sie von 2014 bis 2019 der Justizkommission und von 2017 bis 2020 dem Büro des Kantonsrats an. In den Jahren 2019/2020 war sie Kantonsratspräsidentin.
Zwischen 1999 und 2023 war Alder Präsidentin der Spitex Herisau / Spitex Appenzellerland, Mitglied des Care-Teams AR/AI, Vorstandsmitglied der Sozialpsychiatrischen Angebote Säntisblick und der Appenzellischen Gemeinnützigen Gesellschaft AGG sowie Stiftungsrätin der Steinegg-Stiftung.
2023 wurde sie in den Regierungsrat von Appenzell Ausserrhoden gewählt, wo sie das Departement Inneres und Sicherheit übernahm. In ihrer Funktion ist sie unter anderem Mitglied des Verwaltungsrats des Spitalverbunds Appenzell Ausserrhoden (SVAR), der Ostschweizer Stiftungsaufsicht (OSTA), Mitglied der Konferenz der Kantonalen Justiz- und Polizeidirektoren (KKJPD) sowie Mitglied und Vorstandsmitglied der Regierungskonferenz Militär, Zivilschutz und Feuerwehr (RKMZF).
Alder war von 2007 bis 2014 im Vorstand der FDP Herisau und von 2016 bis 2019 in der Parteileitung der FDP Appenzell Ausserrhoden. Seit ihrer Wahl in den Regierungsrat ist sie beratendes Mitglied der Parteileitung.